# Goldbach (Selz)
Der Goldbach ist ein gut 6 km langer linker Zufluss der Selz in Rheinhessen. 

## Geographie

### Verlauf
Der Goldbach entspringt in einem Wasserschutzgebiet an der Bundesautobahn 63 nordwestlich von Gabsheim und südöstlich der Anschlussstelle Wörrstadt der B 420 an dieser Autobahn. 
Er fließt durchweg in etwa östlicher Richtung. Nach der Unterquerung der Landesstraße L 430 wird er auf seiner rechten Seite vom etwa 1,7 km langen Gelbfelder Bach gespeist. Am Ortsrand von Undenheim fließt ihm ebenfalls von rechts der etwa 5,5 km lange Nordelsheimer Bach zu. Nachdem er Undenheim durchflossen, dabei die Raufen- und die Sparrmühle passiert hat und die Bundesstraße 420 ihn gekreuzt hat, mündet der Goldbach dem Rand eines Neubaugebietes von Köngernheim entlang und gegenüber der katholischen Kirche des Ortes von links in die Selz.
Der Goldbach erreicht seine Mündung nach 6,2 km langem Weg mit mittlerem Sohlgefälle von etwa 13 ‰ und etwa 83 Höhenmeter unterhalb seines Ursprungs.

### Einzugsgebiet
Das Einzugsgebiet des Goldbachs ist 14,8 km² groß, es liegt im Rheinhessischen Tafel- und Hügelland, der größere Teil im Mittleren Selzbecken des Unterraums Selztal, ein kleinerer im Westen auf dem Westplateau des Unterraums Nördliches Tafelland. Dort ist es an der auf der Wasserscheide verlaufenden A 63 mit bis etwa 220 m ü. NN am höchsten. Es gibt keine Waldanteile, die offene Flur wird fast vollständig landwirtschaftlich genutzt, überwiegend ackerbaulich, doch an den südexponierten linken Talhängen stehen lange Weinberge, im Fall des Goldbachs selbst bis hinab nach Ungenheim. Es gibt keine durchgehenden Baumgalerien entlang der drei Bäche, doch immer wieder teils längere Stücke von solchen.
Einen nur geringen Anteil am Einzugsgebiet hat die Stadt Wörrstadt im Westen, größere entfallen auf Schornsheim im Nordwesten, Gabsheim im Südwesten und Undenheim um den Unterlauf; zur Mündungsgemeinde Köngernheim gehört nur ein kleiner Zwickel.
Reihum grenzen die Einzugsgebiete der folgenden Nachbargewässer an:
- Im Norden fließt der Schornsheimer Graben fast parallel zum Goldbach zur Selz abwärts der Goldbach-Mündung;
- im Süden konkurriert der Talgraben, auch er läuft etwa ostwärts und mündet oberhalb des Goldbachs etwas vor Friesenheim in die Selz;
- hinter einem kurzen Stück südsüdwestlicher Wasserscheide entwässert das anliegende Gebiet über den Heimersheimer Bach noch höher in die Selz;
- im Westsüdwesten entwässert ein Teil des Gebietes um Wörrstadt über den Sulzheimer Bach und dann den Wiesbach zur Nahe, die etwas unterhalb der Selz in den Rhein mündet;
- überwiegend aber erreicht der Abfluss jenseits der westlichen Wasserscheide über den Saulheimer Bach die Selz noch unterhalb des Schornsheimer Grabens.

### Zuflüsse
- Gelbfelder Bach (rechts), 1,8 km, 2,62 km²
- Nordelsheimer Bach (rechts), 5,5 km, 5,86 km²